# Barbara Palombelli
Barbara Palombelli (Roma, 19 ottobre 1953) è una giornalista, conduttrice televisiva e conduttrice radiofonica italiana.

## Biografia
Figlia di Carlo Palombelli e Manuela Micheli, prima di quattro figli, studia da giovane all'Istituto Santa Giuliana Falconieri di Roma, laureata in Lettere con una tesi in Antropologia culturale, inizia la sua carriera in Rai, a Rai Radio 2, nella redazione della rubrica Sala F. Nel 1979 entra al settimanale L'Europeo diretto da Mario Pirani, dove nel 1980 è diventata giornalista parlamentare. Dal 1984 al 1987 ha collaborato con il quotidiano il Giornale diretto da Indro Montanelli. Dal 1986 al 1988 è stata vicecaporedattore di Panorama (direttore Claudio Rinaldi). Nel 1989 e 1990 è stata "inviata speciale" del Corriere della Sera, dal 1991 al 2000 ha lavorato presso la Repubblica, quindi dal 2001 al 2006 è tornata come editorialista al Corriere della Sera.
Per la Rai ha realizzato venti interviste a Domenica in (edizione 1987), ha partecipato con Valentino Parlato e Mauro Paissan alla prima edizione di Samarcanda e ha condotto Italiani con Andrea Barbato (edizione 1992-1993). Dal 1998 al 2000 ha condotto Se telefonando, rubrica quotidiana di Radio 2, mentre nel 2000 ha ideato e condotto cento puntate di Apparecchiando, altra rubrica quotidiana di Rai Radio 2, e nel 2001/2002 ha condotto una nuova serie della celebre trasmissione radiofonica di Rai Radio 2 Il gambero. Dal 2001 al 2013 ha condotto anche la rubrica quotidiana 28 minuti da lei ideata per Rai Radio 2.
Nella stagione 2003-2004 ha affiancato Giuliano Ferrara in Otto e mezzo su LA7. Nella stagione 2004-2005 è tornata in Rai come opinionista a Domenica in e nel programma Punto a capo condotto da Giovanni Masotti. Dal 2006 al 2013 ha una collaborazione con Mediaset per le rubriche del TG5, di Matrix, di Pomeriggio Cinque e di Mattino Cinque; dal 2010 è opinionista a Quarto grado su Rete 4. Dal 9 settembre 2013 conduce Forum e Lo Sportello di Forum, trasmessi rispettivamente su Canale 5 e Rete 4. Dal 2014 Barbara Palombelli conduce degli speciali di Forum che aprono le rispettive stagioni televisive, in onda la domenica pomeriggio.
Dal 3 settembre 2018, oltre a condurre per il sesto anno consecutivo Forum e Lo Sportello di Forum, diventa la conduttrice del access prime time di Rete 4 con il programma Stasera Italia, che la vede protagonista dal lunedì al venerdì dalle 20:30 alle 21:25. Gli impegni della conduttrice sono stati confermati anche per la stagione televisiva 2019-2020. Nella stagione 2020-2021, oltre ad essere alla conduzione per l'ottavo anno consecutivo di Forum e Lo Sportello di Forum, e per il terzo anno di Stasera Italia, il mercoledì in prima serata conduce Stasera Italia Speciale, in onda dalle 21:25, subito dopo il consueto appuntamento giornaliero della trasmissione informativa, alla mezzanotte.
Il 19 febbraio 2021 viene annunciata la sua co-conduzione della quarta serata del Festival di Sanremo su Rai 1 con Amadeus. Venerdì 16 giugno 2023 annuncia in diretta a Stasera Italia l'addio alla trasmissione dopo averla condotta per 5 edizioni. La conduttrice continuerà ad occuparsi di Forum e de Lo Sportello di Forum, anche per la stagione 2024-2025 , per l'undicesimo anno consecutivo.

## Vita privata
Nel 1982 si è sposata con il politico Francesco Rutelli, con il quale ha avuto un figlio. La coppia ha inoltre tre figli adottivi.
L'8 maggio 1991 le viene conferita l'onorificenza di Cavaliere dell'Ordine al Merito della Repubblica Italiana dal Presidente della Repubblica Francesco Cossiga.

## Controversie
Nel marzo 2020, finisce nella bufera mediatica per una domanda sul coronavirus pronunciata nel corso della trasmissione Stasera Italia: «È venuto fuori che il 90% dei morti per coronavirus è nelle regioni del Nord. Che cosa ci può essere stato di più? Comportamenti di persone più ligie che vanno tutte a lavorare?».
Nel marzo 2021, il monologo che la conduttrice ha tenuto sul palco del Teatro Ariston, in occasione del Festival di Sanremo 2021, ha suscitato discussioni su più fronti. Il monologo, in generale, ha suscitato perplessità e polemiche, soprattutto nei passaggi in cui viene affermato che le donne hanno «il compito di tenere in piedi il paese» perché «tengono le scuole aperte, accudiscono tante persone positive al Covid, tengono le famiglie unite» e che le ragazze se li sono trovati «già» i loro diritti; in definitiva, il monologo viene definito perbenista, inconsistente e generico.
Inoltre, in un passaggio del suddetto monologo c'è un riferimento alla vicenda della morte del cantautore Luigi Tenco: «Erano gli anni ‘60 e tutti noi ragazzi cercavamo le emozioni. Pensate che Luigi Tenco proprio qui giocando con una pistola ha trovato la morte. Chiesi a Gino Paoli molti, molti anni dopo alla radio cosa accadde veramente qui a Sanremo quell'anno. E lui mi disse: guarda, noi non avevamo allora le droghe, ci dovevamo caricare di emozioni e allora camminavamo la notte sui cornicioni, guidavamo a fari spenti e io ho una pallottola nel cuore, anch'io giocavo con le pistole come Luigi. E allora, grazie Gino e un grandissimo abbraccio a Luigi».
Alcuni giorni dopo i parenti di Tenco hanno scritto una lettera aperta su Facebook contro il «chiacchiericcio pregno di ignoranza» che a loro dire sarebbe contenuto nel discorso di Palombelli a Sanremo e per una ricostruzione che, evidentemente, è stata considerata lesiva della sua memoria. Palombelli risponde alla famiglia Tenco dicendo che, oltre a essersi documentata negli archivi Rai, si è limitata a citare le parole di Gino Paoli, da lui già pronunciate in una trasmissione speciale intitolata Viva Mogol e andata in onda su Rai 1 il 24 settembre 2016.
Il 16 settembre 2021 viene duramente criticata a causa di un'affermazione riguardo al fenomeno dei femminicidi fatta durante Lo Sportello di Forum: «Questi uomini erano completamente fuori di testa, obnubilati, oppure c'è stato un comportamento esasperante, aggressivo anche dall'altra parte?». In serata, nel corso della trasmissione Quarto grado, ha chiesto scusa per le parole da lei pronunciate, dicendo di essere lontana dalla parte di chi difende i femminicidi.

## Televisione
- Domenica in (Rai 1, 1987, 2004-2005)
- Samarcanda (Rai 3, 1988)
- Italiani (Rai 3, 1992-1993)
- Persiane chiuse (Canale 5, 1998)
- Destinazione Sanremo (Rai 2, 2002) giudice
- Otto e mezzo (LA7, 2003-2004)
- Punto a capo (Rai 2, 2004-2005)
- TG5 (Canale 5, 2006-2009)
- Matrix (Canale 5, 2010-2012)
- Quarto grado (Rete 4, 2010-2015)
- Forum (Canale 5, dal 2013)
  - Lo sportello di Forum (Rete 4, dal 2013)
  - Forum 30 anni (Canale 5, 7 settembre 2014)
  - Forum presenta: La famiglia che cambia (Canale 5, 6 settembre 2015)
  - Forum presenta: Libere dalla violenza? (Canale 5, 24 novembre 2015)
  - Forum presenta: I nuovi diritti (Canale 5, 11 settembre 2016)
  - Forum presenta: Il diritto alla vita (Canale 5, 10 settembre 2017)
  - Forum presenta: Genitori e figli (Canale 5, 9 settembre 2018)
  - Forum presenta: Il diritto all'identità (Canale 5, 8 settembre 2019)
- Stasera Italia (Rete 4, 2018-2023)
  - Stasera Italia Speciale (Rete 4, 2020-2021)
  - Stasera Italia - News (Rete 4, 2021)
- Festival di Sanremo (Rai 1, 2021)[14]

## Radio
- Se telefonando (Rai Radio 2, 1998-2000)
- 28 minuti (Rai Radio 2, 2001-2013)
- Il gambero (Rai Radio 2, 2002)

## Opere
- Si può!, con Lucia Annunziata, Gad Lerner, Oreste Pivetta, Gianni Riotta, Roma, E/O, 1996. ISBN 88-7641-280-8
- C'era una ragazza, Milano, Mondadori, 1999. ISBN 88-04-46385-6
- Diario di una mamma giornalista, Milano, Rizzoli, 2001. ISBN 88-17-86781-0. vincitore del Premio Cimitile nel 2002
- Famiglie d'Italia. Un secolo di personaggi e di storie, Milano, Rizzoli, 2003. ISBN 88-17-87247-4
- Registi d'Italia, Milano, Rizzoli, 2006. ISBN 88-17-01357-9
- Mai fermarsi, Milano, Rizzoli, 2019. ISBN 978-88-17-13895-6